# Peru International
Die Peru International ist im Badminton eine offene internationale Meisterschaft von Peru. 2009 hatten sie ihre 15. Austragung nach dem Neustart der Meisterschaften 1996. In den 1970er Jahren gab es zuvor schon erste Versuche, die Meisterschaft zu etablieren. Die Titelkämpfe sind neben den Panamerikameisterschaften und Panamerikaspielen eine der bedeutendsten Meisterschaften Lateinamerikas. Eine ähnliche Tradition und Bedeutung haben in Lateinamerika nur noch die Mexico International und die Guatemala International, während in Nordamerika die Canada Open und die US Open die bedeutendsten Turniere sind. Nationale Titelkämpfe gibt es in Peru seit 1967. 2015 wurden zusätzlich die Peru International Series ins Leben gerufen.

## Die Sieger
| Saison | Herreneinzel       | Dameneinzel          | Herrendoppel                           | Damendoppel                        | Mixed                                  |
| ------ | ------------------ | -------------------- | -------------------------------------- | ---------------------------------- | -------------------------------------- |
| 1974   | Roy Díaz González  | Cindy Baker          | Roy Díaz González Victor Jaramillo     | keine Daten                        | Chris Kinard Cindy Baker               |
| 1976   | Chris Kinard       |                      | Chris Kinard                           |                                    |                                        |
| 1983   | Philip Sutton      | Beverley Suits       | Gary Scott Philip Sutton               | Gloria Jiménez Silvia Jiménez      | Frederico Valdez Beverley Suits        |
| 1996   | Kenneth Erichsen   | Adrienn Kocsis       | José Antonio Iturriaga Gustavo Salazar | Lorena Blanco Adrienn Kocsis       | Mario Carulla Adrienn Kocsis           |
| 1997   | Rasmus Wengberg    | Pernille Harder      | Rasmus Wengberg Iain Sydie             | Pernille Harder Johanna Holgersson | Niels Christian Kaldau Pernille Harder |
| 1998   | Peter Janum        | Lotta Andersson      | Mike Beres Iain Sydie                  | Charmaine Reid Kara Solmundson     | Iain Sydie Charmaine Reid              |
| 1999   | Ardy Wiranata      | Kara Solmundson      | Howard Bach Mark Manha                 | Milaine Cloutier Robbyn Hermitage  | Mike Beres Kara Solmundson             |
| 2000   | Kazuhiro Shimogami | Takako Ida           | Ma Che Kong Yau Tsz Yuk                | Satomi Igawa Hiroko Nagamine       | Mike Beres Kara Solmundson             |
| 2001   | Tjitte Weistra     | Lorena Blanco        | Guillermo Cox José Antonio Iturriaga   | Felicity Gallup Joanne Muggeridge  | Tjitte Weistra Doriana Rivera          |
| 2002   | Tjitte Weistra     | Corina Herrle        | Eric Go Mike Chansawangpuvana          | Felicity Gallup Joanne Muggeridge  | Tjitte Weistra Doriana Rivera          |
| 2003   | Richard Vaughan    | Kelly Morgan         | Sergio Llopis José Antonio Crespo      | Judith Baumeyer Fabienne Baumeyer  | Matthew Hughes Joanne Muggeridge       |
| 2004   | Sho Sasaki         | Miho Tanaka          | Howard Bach Kevin Han                  | Yoshiko Iwata Miyuki Tai           | Philippe Bourret Denyse Julien         |
| 2005   | Bobby Milroy       | Yuan Wemyss          | Keishi Kawaguchi Toru Matsumoto        | Noriko Okuma Miyuki Tai            | Kennevic Asuncion Kennie Asuncion      |
| 2006   | Sartono Ekopranoto | Agnese Allegrini     | Sartono Ekopranoto Roy Purnomo         | Jie Meng Valeria Rivero            | Roy Purnomo Valeria Rivero             |
| 2007   | Nabil Lasmari      | Claudia Rivero       | Mike Beres William Milroy              | Cristina Aicardi Claudia Rivero    | Mike Beres Valérie Loker               |
| 2008   | Kevin Cordón       | Claudia Rivero       | Francisco Ugaz José Antonio Crespo     | Eugenia Tanaka Tania Luiz          | Andrés Corpancho Cristina Aicardi      |
| 2009   | Kimihiro Yamaguchi | Claudia Rivero       | Kevin Cordón Rodolfo Ramírez           | Cristina Aicardi Claudia Rivero    | Pedro Yang Paula Rodriguez             |
| 2009   | Yuichi Ikeda       | Manami Ebuchi        | Adrian Liu Derrick Ng                  | Nicole Grether Charmaine Reid      | Toby Ng Grace Gao                      |
| 2011   | Kevin Cordón       | Rena Wang            | Howard Bach Tony Gunawan               | Alex Bruce Michelle Li             | Toby Ng Grace Gao                      |
| 2012   | Tan Chun Seang     | Michelle Li          | Howard Bach Tony Gunawan               | Alex Bruce Michelle Li             | Toby Ng Grace Gao                      |
| 2013   | Osleni Guerrero    | Kristen Tsai         | Ruud Bosch Koen Ridder                 | Grace Gao Michelle Li              | Toby Ng Grace Gao                      |
| 2014   | Osleni Guerrero    | Zhang Beiwen         | Matijs Dierickx Freek Golinski         | Eva Lee Paula Obanana              | Christian Christianto Eva Lee          |
| 2015   | Thomas Rouxel      | Rong Schafer         | Adam Cwalina Przemysław Wacha          | Delphine Lansac Émilie Lefel       | Ronan Labar Émilie Lefel               |
| 2016   | Ygor Coelho        | Karin Schnaase       | Adam Cwalina Przemysław Wacha          | Johanna Goliszewski Carla Nelte    | Vitaliy Durkin Nina Vislova            |
| 2017   | Ygor Coelho        | Michelle Li          | Alwin Francis Tarun Kona               | Daniela Macías Dánica Nishimura    | Mario Cuba Katherine Winder            |
| 2018   | Kevin Cordón       | Crystal Pan          | Enrico Asuncion Carlo Glenn Remo       | Daniela Macías Dánica Nishimura    | Artur Silva Pomoceno Fabiana Silva     |
| 2019   | Brian Yang         | Ghaida Nurul Ghaniyu | Rubén Castellanos Aníbal Marroquín     | Diana Corleto Soto Nikte Sotomayor | Howard Shu Paula Obanana               |
| 2020   | nicht ausgetragen  | nicht ausgetragen    | nicht ausgetragen                      | nicht ausgetragen                  | nicht ausgetragen                      |
| 2021   | Brian Yang         | Laura Sárosi         | Koceila Mammeri Youcef Sabri Medel     | Diana Corleto Soto Nikte Sotomayor | Jonathan Solís Diana Corleto Soto      |
| 2022   | Jason Ho-Shue      | Kaoru Sugiyama       | Jason Ho-Shue Joshua Hurlburt-Yu       | Paula Lynn Cao Hok Lauren Lam      | Vinson Chiu Jennie Gai                 |
| 2023   | Takuma Kawamoto    | Kaoru Sugiyama       | Kevin Lee Ty Alexander Lindeman        | Annie Xu Kerry Xu                  | Ty Alexander Lindeman Josephine Wu     |
| 2024   | nicht ausgetragen  | nicht ausgetragen    | nicht ausgetragen                      | nicht ausgetragen                  | nicht ausgetragen                      |